# 8-Bit (estudio de animación)
Eight Bit Inc. (株式会社エイトビット Kabushiki-gaisha Eito Bitto?), también conocido como 8-Bit, es un estudio de animación japonés establecido en 2008.

## Historia
Fue fundada en septiembre de 2008 por Tsutomu Kasai, un exmiembro del equipo CG de Satelight, junto con ex personal de Satelight Studio 1, quienes estaban a cargo de proyectos como Macross Frontier, después de dejar la empresa.
El nombre de la empresa proviene del ancho de bits de la CPU de la Nintendo NES.
Los primeros trabajos en los que estaba involucrada la compañía en la producción de anime, eran principalmente como subcontratistas. Su primer trabajo como animador principal fue la adaptación de las novelas ligeras Infinite Stratos en 2011.
En 2012, se estableció Eight Bit Rocket Co., Ltd. (株式会社エイトビットロケット Kabushiki-gaisha Eito Bitto Roketto?) (más tarde Chiptune), que se encarga de la fotografía y el CG de las obras de Eight Bit, pero no existe una relación de capital entre ellos.
El 8 de junio de 2020, se anunció que Eight Bit se había asociado con Bandai Namco para crear múltiples producciones de anime. Su primer proyecto fue Tensei shitara Slime Datta Ken.
El 1 de noviembre de 2021, Eight Bit abrió un nuevo estudio en la Prefectura de Niigata.
Está previsto que se convierta en una subsidiaria de propiedad total de Bandai Namco Filmworks el 1 de abril de 2024.

## Logotipos
|                                |
| Logotipo de segunda generación |

|                                |
| Logotipo de tercera generación |

|                               |
| Logotipo de Eight Bit Niigata |

## Obras

#### Series de televisión
| Año  | Título                                           | Director(es)                        | Fecha de primera transmisión | Fecha de última transmisión | Eps. | Notas | Ref(s)               |
| ---- | ------------------------------------------------ | ----------------------------------- | ---------------------------- | --------------------------- | ---- | --- | -------------------- |
| 2011 | IS: Infinite Stratos                             | Yasuhito Kikuchi                    | 6 de enero de 2011           | 25 de noviembre de 2011     | 12   | Adaptación de la novela ligera escrita por Kōhei Azano e ilustrada por Sumihei.                                        | [ 3 ]                |
| 2012 | Aquarion Evol                                    | Shōji Kawamori Yūsuke Yamamoto      | 8 de enero de 2012           | 24 de junio de 2012         | 26   | Historia original. Coproducción junto a Satelight.                                                                     |                      |
| 2012 | Busō Shinki                                      | Yasuhito Kikuchi                    | 4 de octubre de 2012         | 20 de diciembre de 2012     | 12   | Historia original. |                      |
| 2013 | Yama no Susume                                   | Yūsuke Yamamoto                     | 3 de enero de 2013           | 21 de marzo de 2013         | 12   | Adaptación del manga escrito e ilustrado por Shiro.                                                                    |                      |
| 2013 | IS: Infinite Stratos 2                           | Shin Tosaka Yasuhito Kikuchi        | 4 de octubre de 2013         | 20 de diciembre de 2013     | 12   | Secuela de IS: Infinite Stratos.                                                                                       |                      |
| 2013 | Walkure Romanze                                  | Yusuke Yamamoto                     | 6 de octubre de 2013         | 22 de diciembre de 2013     | 12   | Adaptación de la novela visual para adultos desarrollada por Ricotta.                                                  |                      |
| 2013 | Tokyo Ravens                                     | Takaomi Kanasaki                    | 8 de octubre de 2013         | 25 de marzo de 2014         | 24   | Adaptación de la novela ligera escrita por Izuru Yumizuru e ilustrado por Okiura.                                      | [ 12 ]               |
| 2014 | Yama no Susume: Second Season                    | Yūsuke Yamamoto                     | 9 de julio de 2014           | 24 de diciembre de 2014     | 24   | Secuela de Yama no Susume.                                                                                             |                      |
| 2014 | Grisaia no Kajitsu                               | Tensho                              | 5 de octubre de 2014         | 28 de diciembre de 2014     | 13   | Adaptación de la novela visual desarrollada por Front Wing.                                                            | [ 13 ]               |
| 2015 | Absolute Duo                                     | Atsushi Nakayama                    | 4 de enero de 2015           | 22 de marzo de 2015         | 12   | Adaptación de la novela ligera escrita por Takumi Hiiragiboshi e ilustrada por Yu Asaba.                               | [ 14 ]               |
| 2015 | Grisaia no Rakuen                                | Tensho                              | 19 de abril de 2015          | 21 de junio de 2015         | 10   | Secuela de Grisaia no Meikyuu.                                                                                         |                      |
| 2015 | Comet Lucifer                                    | Atsushi Nakayama Yasuhito Kikuchi   | 4 de octubre de 2015         | 20 de diciembre de 2015     | 12   | Historia original. |                      |
| 2016 | Shounen Maid                                     | Yūsuke Yamamoto                     | 1 de julio de 2016           | 8 de abril de 2016          | 12   | Adaptación del manga escrito e ilustrado por Ototachibana.                                                             |                      |
| 2016 | Rewrite                                          | Tensho                              | 2 de julio de 2016           | 24 de septiembre de 2016    | 13   | Adaptación de la novela visual desarrollada por Key.                                                                   | [ 15 ]               |
| 2017 | Rewrite 2nd Season                               | Tensho                              | 14 de enero de 2017          | 25 de marzo de 2017         | 11   | Secuela de Rewrite. | [ 16 ]               |
| 2017 | Knight's & Magic                                 | Yūsuke Yamamoto                     | 2 de julio de 2017           | 24 de septiembre de 2017    | 13   | Adaptación de la novela ligera escrita por Hisago Amazake-no e ilustrada por Kurogin.                                  |                      |
| 2018 | Miira no Kaikata                                 | Kaori                               | 11 de enero de 2018          | 29 de marzo de 2018         | 12   | Adaptación del manga de Kakeru Utsugi.                                                                                 |                      |
| 2018 | Yama no Susume: Third Season                     | Yūsuke Yamamoto                     | 2 de julio de 2018           | 24 de diciembre de 2018     | 13   | Secuela de Yama no Susume: Second Season.                                                                              |                      |
| 2018 | Tensei Shitara Slime Datta Ken                   | Yasuhito Kikuchi                    | 1 de octubre de 2018         | 22 de marzo de 2019         | 24   | Adaptación de la novela ligera escrita por Fuse e ilustrada por Mitz Vah.                                              | [ 17 ]               |
| 2019 | Hoshiai no Sora                                  | Kazuki Akane                        | 10 de octubre de 2019        | 26 de diciembre de 2019     | 12   | Historia original. |                      |
| 2020 | Oshi ga Budoukan Ittekuretara Shinu              | Yūsuke Yamamoto                     | 9 de enero de 2020           | 26 de marzo de 2020         | 12   | Adaptación del manga escrito e ilustrado por Auri Hirao.                                                               |                      |
| 2020 | Mahōka Kōkō no Rettōsei: Raihōsha-hen            | Risako Yoshida                      | 4 de octubre de 2020         | 27 de diciembre de 2020     | 13   | Secuela de Mahōka Kōkō no Rettōsei.                                                                                    | [ 18 ]               |
| 2021 | Tensei Shitara Slime Datta Ken 2nd Season        | Atsushi Nakayama                    | 12 de enero de 2021          | 30 de marzo de 2021         | 12   | Secuela de Tensei shitara Slime Datta Ken.                                                                             | [ 19 ] [ 20 ]        |
| 2021 | Tensura Nikki: Tensei Shitara Slime Datta Ken    | Yūji Haibara                        | 6 de abril de 2021           | 22 de junio de 2021         | 12   | Spin-off de Tensei shitara Slime Datta Ken.                                                                            | [ 21 ] [ 20 ]        |
| 2021 | Tensei Shitara Slime Datta Ken 2nd Season Part 2 | Atsushi Nakayama                    | 6 de julio de 2021           | 21 de septiembre de 2021    | 12   | Secuela de Tensei shitara Slime Datta Ken 2nd Season.                                                                  | [ 20 ]               |
| 2022 | Blue Lock                                        | Tetsuaki Watanabe Shunsuke Ishikawa | 9 de octubre de 2022         | 26 de marzo de 2023         | 24   | Adaptación del manga escrito por Muneyuki Kaneshiro e ilustrado por Yusuke Nomura.                                     | [ 22 ]               |
| 2022 | Yama no Susume: Next Summit                      | Yūsuke Yamamoto                     | 5 de octubre de 2022         | 21 de diciembre de 2022     | 12   | Secuela de Yama no Susume: Third Season.                                                                               | [ 23 ]               |
| 2023 | Synduality: Noir                                 | Yūsuke Yamamoto                     | 11 de julio de 2023          | 25 de septiembre de 2023    | 12   | Basado en un proyecto de medios mixtos creado por Bandai Namco Entertainment, Bandai Namco Filmworks y Bandai Spirits. | [ 24 ] [ 25 ]        |
| 2023 | Shy                                              | Masaomi Andō                        | 3 de octubre de 2023         | 19 de diciembre de 2023     | 12   | Adaptación del manga escrito por e ilustrado por Bukimi Miki.                                                          | [ 26 ] [ 27 ]        |
| 2024 | Synduality: Noir Part 2                          | Yūsuke Yamamoto                     | 9 de enero de 2024           | 26 de marzo de 2024         | 12   | Secuela de Synduality: Noir.                                                                                           | [ 28 ]               |
| 2024 | Yuru Camp△ Season 3                              | Shin Tosaka                         | 4 de abril de 2024           | 20 de junio de 2024         | 12   | Secuela de Yuru Camp△ Season 2.                                                                                        | [ 29 ]               |
| 2024 | Tensei Shitara Slime Datta Ken 3rd Season        | Atsushi Nakayama                    | 5 de abril de 2024           | 27 de septiembre de 2024    | 24   | Secuela de Tensei shitara Slime Datta Ken 2nd Season Part 2.                                                           | [ 30 ]               |
| 2024 | Mahōka Kōkō no Rettōsei 3rd Season               | Jimmy Stone                         | 5 de abril de 2024           | 28 de junio de 2024         | 13   | Secuela de Mahōka Kōkō no Rettōsei: Raihōsha-hen.                                                                      | [ 31 ] [ 32 ]        |
| 2024 | Shy 2nd Season                                   | Masaomi Andō                        | 1 de julio de 2024           | 24 de septiembre de 2024    | 12   | Secuela de Shy. | [ 33 ] [ 34 ]        |
| 2024 | Blue Lock vs. U-20 Japan                         | Yūji Haibara Shintarō Inokawa       | 5 de octubre de 2024         | 28 de diciembre de 2024     | 14   | Secuela de Blue Lock.                                                                                                  | [ 35 ] [ 36 ] [ 37 ] |

#### Películas
| Año  | Título                                                    | Director(es)      | Fecha de lanzamiento    | Duración | Notas                                                                                     | Ref(s) |
| ---- | --------------------------------------------------------- | ----------------- | ----------------------- | -------- | ----------------------------------------------------------------------------------------- | ------ |
| 2009 | Macross Frontier Movie 1: Itsuwari no Utahime             | Shōji Kawamori    | 21 de noviembre de 2009 | 119m     | Historia original. Coproducción junto a Satelight.                                        |        |
| 2011 | Macross Frontier Movie 2: Sayonara no Tsubasa             | Shōji Kawamori    | 26 de febrero de 2011   | 114m     | Secuela de Macross Frontier Movie 1: Itsuwari no Utahime. Coproducción junto a Satelight. |        |
| 2015 | Grisaia no Meikyuu                                        | Tensho            | 12 de abril de 2015     | 47m      | Secuela de Grisaia no Kajitsu.                                                            | [ 38 ] |
| 2017 | Mahouka Koukou no Rettousei Movie: Hoshi wo Yobu Shoujo   | Risako Yoshida    | 17 de junio de 2017     | 90m      | Adaptación de la novela ligera escrita por Tsutomu Satō.                                  | [ 39 ] |
| 2022 | Tensei shitara Slime Datta Ken Movie: Guren no Kizuna-hen | Yasuhito Kikuchi  | 25 de noviembre de 2022 | 108m     | Adaptación de la novela ligera escrita por Fuse e ilustrada por Mitz Vah.                 | [ 40 ] |
| 2024 | Blue Lock: Episode Nagi                                   | Shunsuke Ishikawa | 19 de abril de 2024     | TBA      | Adaptación del manga spin-off Blue Lock: Episode Nagi.                                    | [ 41 ] |

#### ONAs
| Año  | Título                                         | Director(es)     | Fecha de primera transmisión | Fecha de última transmisión | Eps. | Notas                                                | Ref(s)        |
| ---- | ---------------------------------------------- | ---------------- | ---------------------------- | --------------------------- | ---- | ---------------------------------------------------- | ------------- |
| 2019 | Zenonzard The Animation Episode 0              | Kei Oikawa       | 10 de septiembre de 2019     | 10 de septiembre de 2019    | 1    | Adaptación del videojuego.                           |               |
| 2020 | Zenonzard The Animation                        | Shin Tosaka      | 31 de enero de 2020          | 31 de octubre de 2020       | 9    | Adaptación del videojuego.                           | [ 42 ]        |
| 2023 | Tensei Shitara Slime Datta Ken: Coleus no Yume | Atsushi Nakayama | 1 de noviembre de 2023       | 1 de noviembre de 2023      | 3    | Historia original de Tensei shitara Slime Datta Ken. | [ 43 ] [ 44 ] |

#### OVAs
| Año  | Título                                                   | Director(es)             | Fecha de primera transmisión | Fecha de última transmisión | Eps. | Notas                                                                             | Ref(s) |
| ---- | -------------------------------------------------------- | ------------------------ | ---------------------------- | --------------------------- | ---- | --------------------------------------------------------------------------------- | ------ |
| 2011 | IS: Infinite Stratos Encore - Koi ni Kogareru Rokujuusou | Yasuhito Kikuchi         | 7 de diciembre de 2011       | 7 de diciembre de 2011      | 1    | Adaptación de la novela ligera escrita por Izuru Yumizuru e ilustrado por Okiura. |        |
| 2013 | Busou Shinki: Install x Dream                            | Yasuhito Kikuchi         | 26 de junio de 2013          | 26 de junio de 2013         | 1    | Episodio no emitido en televisión.                                                |        |
| 2013 | IS: Infinite Stratos 2 - Hitonatsu no Omoide             | Kumi Horii Susumu Tosaka | 30 de octubre de 2013        | 30 de octubre de 2013       | 1    | Una versión extendida del primer episodio de la segunda temporada.                |        |
| 2014 | IS: Infinite Stratos 2 - World Purge-hen                 | Yasuhito Kikuchi         | 26 de noviembre de 2014      | 26 de noviembre de 2014     | 1    | Capítulo especial.                                                                | [ 45 ] |
| 2016 | Shounen Maid: Onna wa Dokyou, Otoko wa Aikyou?           | Yūsuke Yamamoto          | 24 de agosto de 2016         | 24 de agosto de 2016        | 1    | Capítulo especial incluido con el Blu-ray/DVD.                                    |        |
| 2017 | Yama no Susume: Omoide Present                           | Yūsuke Yamamoto          | 28 de octubre de 2017        | 28 de octubre de 2017       | 1    | Capítulo especial.                                                                |        |
| 2019 | Tensei Shitara Slime Datta Ken OVA                       | Yasuhito Kikuchi         | 9 de julio de 2019           | 27 de noviembre de 2020     | 5    | Episodios incluidos con los volúmenes del Blu-ray/DVD.                            | [ 46 ] |

#### Especiales
| Año  | Título                               | Director(es)   | Fecha de primera transmisión | Fecha de última transmisión | Eps. | Notas                                | Ref(s)        |
| ---- | ------------------------------------ | -------------- | ---------------------------- | --------------------------- | ---- | ------------------------------------ | ------------- |
| 2021 | Mahōka Kōkō no Rettōsei: Tsuioku-hen | Risako Yoshida | 31 de diciembre de 2021      | 31 de diciembre de 2021     | 1    | Precuela de Mahōka Kōkō no Rettōsei. | [ 47 ] [ 48 ] |